# アイゾールFC
アイゾールFC (英語: Aizawl Football Club) はインドのミゾラム州アイゾールを本拠地とするサッカークラブ。1984年に創設されたアイゾールFCは、2015年Iリーグ2部で優勝してインド北東部のチームとしては初めてIリーグのタイトルを獲得し、2015–16シーズンからは、国内最上位リーグであるIリーグに所属しており、2016–17シーズンには優勝を果たした。

## 歴史
アイゾールFCは、インド北東部のミゾラム州の州都アイザール1984年に創設され、以降、様々なアマチュアの競技会に参加した。
2012年1月に、全インドサッカー連盟からIリーグ2部への参加を正式に認められた。これによってプロ・チームとなり、アイゾールFCの歴史は新たな章に入った。
2012年9月には、フェデレーションカップの予選 (2012 Indian Federation Cup Qualifiers) に参加した。その後、Iリーグ2部への加盟を目指し、2回目の申請で加盟が認められた。2015年Iリーグ2部では優勝を果たし、ミゾラム州のチームとしては初めて、国内最上位リーグであるIリーグに2015–16シーズンから参加している。
2016年12月20日、2016-17シーズンにトップ・チームを率いる監督にカリド・ジャミールが就任することが発表された、2017年4月30日、アイゾールFCは2016-17シーズンのIリーグ優勝を果たし、北東部のチームとして初めてのリーグ制覇を成し遂げた。

## スタジアム

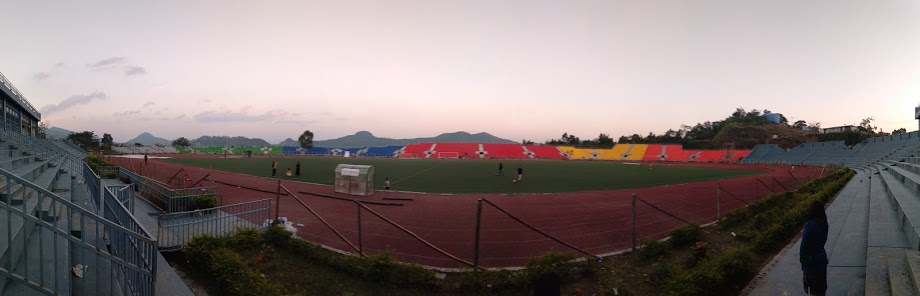
ラジーヴ・ガンディー・スタジアムのピッチ。2018年撮影。

シーズン中にメイン・スタジアムとして使用されるラジーヴ・ガンディー・スタジアムは、収容人員 20,000人である。

## ノーストイースト・ダービー
アイゾールFCが、同じく
Iリーグに所属するインド東北部のチームであるシロン・ラジョンFCや、NEROCA FCと対戦する試合は、地域的なダービーマッチとされてノーストイースト・ダービーと称されている。
2019年時点でIリーグに所属する東北部の3チームのうち、昇格したのが最も早かったのは、2009-10シーズンに昇格したシロン・ラジョンFCで、続いてアイゾールFCが2015-16シーズンに、NEROCA FCが2017-18シーズンにそれぞれ昇格した。この他にも、このダービーに加わったことがあるチームとして、ユナイテッド・シッキムFC（2012-13シーズン）、ラングダジード・ユナイテッドFC（2013-14シーズン）、ロイヤル・ワヒンドFC（2014-15シーズン）があった。